# Rawcliffe (Yorkshire de l'Est)
Rawcliffe est une paroisse civile et un village du Yorkshire de l'Est, en Angleterre.